# Monoculodes zernovi
Monoculodes zernovi är en kräftdjursart som beskrevs av Gurjanova 1938. Monoculodes zernovi ingår i släktet Monoculodes och familjen Oedicerotidae. Inga underarter finns listade i Catalogue of Life.